# Denise Frossard
Denise Frossard Loschi OMM (Carangola, 6 de outubro de 1950) é uma jurista, advogada, professora, ex-magistrada e política brasileira, filiada ao Cidadania. Foi deputada federal pelo Rio de Janeiro de 2003 a 2007.

## Carreira
Formada em Direito pela Pontifícia Universidade Católica do Rio de Janeiro (PUC-RJ) em 1976, Frossard atuou como advogada, de 1977 a 1984, e como juíza de direito do Estado do Rio de Janeiro, de 1984 a 1998.
Notabilizou-se nacionalmente por condenar catorze contraventores e membros do crime organizado em 1993. Em 1994, Frossard foi admitida pelo presidente Itamar Franco à Ordem do Mérito Militar no grau de Oficial especial.
Frossard aposentou-se do Poder Judiciário para postular cargos públicos eletivos. Em 1998 candidatou-se ao Senado, obtendo o quarto lugar. Nas eleições de 2002, Frossard foi eleita deputada federal, com a maior votação para o cargo nas eleições do Rio de Janeiro daquele ano. Seu partido, o PSDB, a escolheu para representá-lo na CPI dos Correios, onde teve atuação destacada nas audiências.
Em 2006, já filiada ao PPS, teve lançada sua candidatura à sucessão da então governadora Rosinha Matheus. Denise disputou o segundo turno das eleições contra Sérgio Cabral Filho, que a venceu com 5.129.064 dos votos válidos (68%), tendo ela conseguido 2.413.546 votos (32%). Frossard foi apoiada pela coligação Unir Para Mudar, composta pelos seguintes partidos: PFL, PPS e PV.
Em 2014, foi convidada por seu partido para disputar as eleições ao Senado, entretanto recusou o convite.
Em 2018, Denise Frossard chegou a ser sondada como candidata a governadora do Rio de Janeiro nas eleições daquele ano pelo PPS após insistência do próprio partido, de acordo com informações da coluna Informe do Dia, do Jornal o Dia. A intenção do partido era que sua candidatura tivesse o apoio do PSDB, mas a ex-juíza inicialmente teria se colocado à disposição para disputar uma das cadeiras do Senado Federal. A candidatura, no entanto, acabou não se confirmando.

## Vida pessoal
Seus pais, José de Araújo Loschi e Maria de Lourdes Gomes Frossard, eram naturais da região da Zona da Mata no estado de Minas Gerais. Seu avô paterno, Oreste Loschi, foi um imigrante italiano nascido numa família de agricultores na comuna de Carpi (província de Módena). Pelo seu lado materno, Denise descende também de suíços francófonos estabelecidos inicialmente em Nova Friburgo.

## Obras
- Analytical synthesis of the preponderant aspects of multijurisdicional crimes in Rio de Janeiro, Brazil. In: White Collar Crime Symposium, 1994. Quantico, VA, EUA: Federal Bureau of Investigation, National Academy, 1994.
- Sentença criminal: prática de aplicação de pena e medida de segurança. 3. ed. Belo Horizonte: [s.n.], 1995.
- Tramitação de processos relativos a crimes de corrupção. São Paulo: Instituto Friedrich Ebert Stiftung, Goethe Institut, 2001.
- Caminhos da transparência. São Paulo: Unicamp, Transparência Brasil, 2002 (em coautoria).
- Donne di Mafia. Palermo: Universidade de Palermo, Prefeitura de Palermo, 2002 (em coautoria).

- http://www.fundacaoastrojildo.com.br/2015/2020/03/24/rpd-entrevista-especial-nao-vejo-riscos-para-a-democracia-no-brasil-avalia-denise-frossard/